# キャロル・フラン
キャロル・フラン（Carol Fran、1933年10月23日 - 2021年9月1日）は、アメリカ合衆国のブルース、ソウル・シンガー、ピアニスト、ソングライターである。
1950年代から1960年代にかけていくつかのシングルをリリースしたのち、後年は夫でギタリストのクラレンス・ホリモンとのデュオで活躍したことで知られる。彼女は、4枚のホリモンとのデュオ名義の作品を含め、1992年以降に6枚のアルバムをリリースしている。

## 来歴

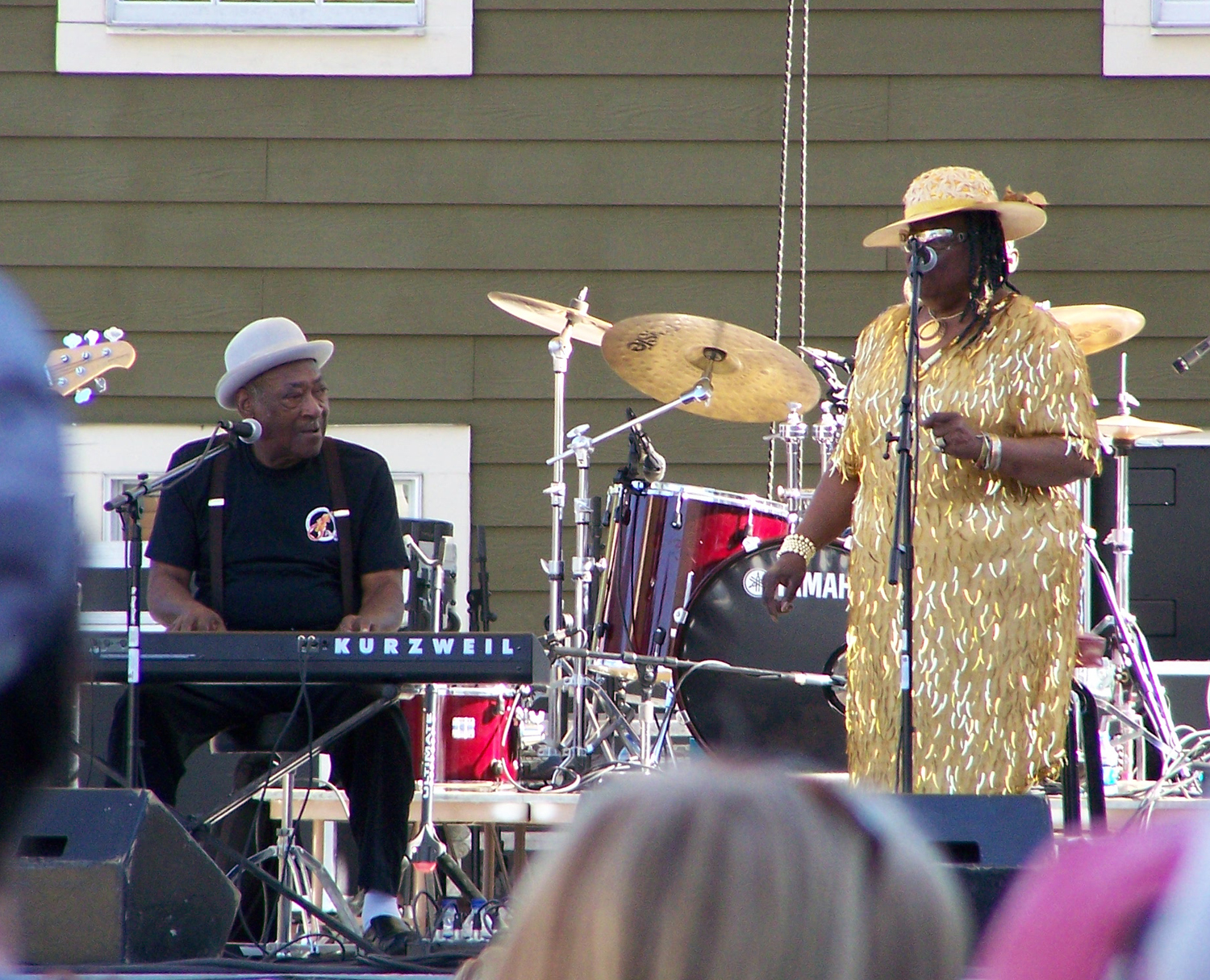
ヘンリー・グレイとフラン、ルイジアナ州ラファイエットのフェスティバル・インターナショナルにて（2010年）

フランは 1933年10月23日、ルイジアナ州ラファイエットに生まれた。出生名はキャロル・オーガスタス・アンソニー。彼女は歌手のキャリアをドン・コンウェイのバンドでスタートし、ジャンプ・ブルースを歌った。その後ニューオーリンズに移住した彼女はサクソフォーン奏者のボブ・フランソワと結婚。彼の姓を短縮し、キャロル・フランのステージ・ネームで活動するようになった。ニューオーリンズのバーボン・ストリートを拠点として歌うようになったが、メキシコへのツアーにも出ている。
デビュー・シングルは1957年にレコーディングした「Emmitt Lee」で、同年エクセロ・レコードよりリリースとなった。エクセロからはシングルをもう3枚リリースしたものの成功をつかむことはできず、彼女はギター・スリムと組んで歌うようになる。しかし1959年に彼が死去すると、ナッピー・ブラウン、リー・ドーシー、ジョー・テックスらと活動をともにした。
続いて、フランはリリック・レコードとレコード契約を締結し、「The Great Pretender」のスワンプ・ポップ・バージョン（バックを務めたのはクッキー・アンド・ザ・カップケイクスであった）など2枚のシングルをリリースした。続いて1964年にポート・レコードからリリースとなった「Crying in the Chapel」（ダレル・グレン、オリオールズのカバー）は、直後の1965年にエルヴィス・プレスリーがシングル・リリースして大ヒットさせたため、フランのシングルは注目されずに終わっている。彼女のシングルは1970年になってから、ジョージー・レコードが再発リリースしているが、それでも大きな売り上げには繋がっていない。こフランは「You Can't Stop Me」、「A World Without You」と立て続けにポート・レーベルからシングルをリリースした。前者はサミー・ロウがアレンジしたことにより音が広がりを見せ、後者はボビー・ダーリンが提供した楽曲であったが、いずれも十分な成功とは言えない結果に終わった。その後同レーベルからもう一枚「Any Day Love Walks In」をリリースした後レコーディングからは遠ざかり、ライヴを中心に活動を続けた。
1967年、彼女はルーレット・レコードと契約し、ブルック・ベントンの「So Close」をシングル・リリースしたものの、これも成功とはならず、この他のレコーディングはリリースされずに終わった。レコードのヒットがないことに嫌気がさしていた彼女は1970年代に入ってからは地元ルイジアナのクラブへの出演に活動を限定し、レコードは出さなくなった。
1982年、フランは1950年代にデュー・ドロップ・インで会ったことがあったセッション・ギタリストのクラレンス・ホリモンと再会し、翌年に結婚。ホリモンの地元のテキサスへ移住した。デュオでのコンサートを経て、1992年にブラックトップ・レコードから『Soul Sensation』でフラン＆ホリモンとしてアルバム・デビューを果たした。フランは1993年にはギター・ショーティーのアルバム『Topsy Turvy』に客演もしている。フラン＆ホリモンは1996年にロングビーチ・ブルース・フェスティバルに出演するなど、活発に活動している。1998年には来日公演も行った。
ブラックトップからもう1枚1994年に『See There!』を1994年にリリース。続いて2000年にはJSPにレーベルを移して『It’s About Time』をリリースしているが、同年ホリモンが急逝しフランはラファイエットに戻った。彼女は2001年10月、ソロ名義では初のアルバム『Fran-tastic』をニューオーリンズでレコーディング、翌年にリリースした。
彼女は2015年のブルースのドキュメンタリー映画『I AM THE BLUES アイ・アム・ザ・ブルース』（日本での劇場公開は2018年）に出演している。
2013年、フランは 米国芸術基金（NEA）のナショナル・ヘリテージ・フェローシップを受賞した。これは日本の人間国宝に相当し、米国においてフォーク、トラディショナルのアートに対して与えられる最高の栄誉である。
2020年、フランは18年ぶりの新録アルバムとなる『All Of My Life: The Saint Agnes Sessions』をリリースした。リリース元は米国ジャズ財団（Jazz Foundation of America）で、LPのみのリリースであった。同年、彼女のドキュメンタリー映画『Carol Fran: Tous Les Jours C'est Pas La Même, Every Day Is Not The Same』がクーリー・プロダクションズ（Coulee Productions）より公開となっている。
フランは2021年9月1日、新型コロナウイルス感染症の合併症により、ルイジアナ州ラファイエットのオクスナー・ラファイエット・ジェネラル・メディカル・センターにて死去した。87歳だった。

## ディスコグラフィー

### アルバム
| 年     | タイトル                                            | レコードレーベル           |
| ------ | --------------------------------------------------- | -------------------------- |
| 1992年 | 『Soul Sensation!』（ホリモンとの共作）             | Black Top                  |
| 1994年 | 『See There!』（ホリモンとの共作）                  | Black Top                  |
| 1995年 | 『Women In (E)motion Festival』（ホリモンとの共作） | Tradition & Moderne        |
| 2000年 | 『It's About Time』（ホリモンとの共作）             | JSP                        |
| 2002年 | 『Fran-tastic』                                     | Sound of New Orleans       |
| 2020年 | 『All Of My Life: The Saint Agnes Sessions』 [LP]   | Jazz Foundation of America |

### コンピレーション・アルバム
| 年     | タイトル                                                | レコードレーベル                                    |
| ------ | ------------------------------------------------------- | --------------------------------------------------- |
| 2005年 | 『The Complete Cala, Port and Roulette Recordings』     | Stateside (ベティ・ラヴェットとのカップリング)      |
| 2005年 | 『Our New Orleans: A Benefit Album for the Gulf Coast』 | Nonesuch (1曲 - "Tou' Les Jours Ç'est Pas la Même") |

### シングル
| 年     | 曲名                                                                           | レコードレーベル |
| ------ | ------------------------------------------------------------------------------ | ---------------- |
| 1957年 | 「One Look At You Daddy」/「Emmitt Lee」                                       | Excello          |
| 1958年 | 「I Quit My Knockin'」/「If We Should Meet Again」                             | Excello          |
| 1959年 | 「Knock Knock」/「Emmit Lee's Come Back」                                      | Excello          |
| 1960年 | 「One More Chance」/「Hold Me」                                                | Excello          |
| 1962年 | 「So Tired Of Crying」/「Just Because You're Mine」                            | Lyric            |
| 1963年 | 「The Great Pretender」/「Broken Hearted」                                     | Lyric            |
| 1965年 | 「Crying In The Chapel」/「I'm Gonna Try」                                     | Port             |
| 1965年 | 「It’s My Turn Now」/「You Can't Stop Me」                                     | Port             |
| 1965年 | 「A World Without You」/「I Know」                                             | Port             |
| 1966年 | 「Any Day Love Walks In」/「Just A Letter」                                    | Port             |
| 1967年 | 「So Close」/「Out Of Sight Out Of Mind」                                      | Roulette         |
| 1969年 | 「Yesterday’s Mornings」/「The Night Has A Thousand Eyes」                     | RDL              |
| 1985年 | 「Runnin' & Hidin'」/「 (I Caught Joe Pete) Tryin' To Mess With My Toot Toot」 | Master-Trak      |